# Foster's Hollywood
Foster's Hollywood es una cadena de restaurantes de comida estadounidense localizada en España y Andorra, cuyos establecimientos se caracterizan entre los llamados casual restaurants, pero entendidos en una cultura ajena como una suerte de «restaurantes étnicos», como pudieran ser los italianos u orientales.

## Historia
La compañía se fundó en 1971 por iniciativa de un grupo de jóvenes extranjeros afincados en España (Mark Brownstein, Douglas Delfeld y los hermanos Anthony y Stephen A. Unger) y muy vinculados al mundo cinematográfico, que añoraban la comida típica estadounidense. En su momento fue la primera cadena de restaurantes al estilo estadounidense de España y una de las primeras de Europa. El primer restaurante de la cadena se abrió ese mismo año en la calle de Magallanes, en Madrid. Un reportero de The New York Times comentó en su crítica del establecimiento que allí podían comerse «probablemente los mejores aros de cebolla del mundo».
Desde ese primer establecimiento la cadena fue creciendo y en 1994 tenía ya veintidós restaurantes en España y Portugal. Llegó a dar el salto a los Estados Unidos, concretamente a Florida: abrió allí en 1994 un primer restaurante en Tampa y llegó a tener siete (dos en Tampa, tres en Orlando y uno en Lakeland, más el proyecto de un octavo en Kissimmee). Sin embargo, la compañía cambió repentinamente de estrategia y cerró todas sus instalaciones en Florida a lo largo de 1996, cuando algunas de ellas llevaban abiertas menos de un año.
En 2012 la cadena reúne 27 restaurantes en Madrid y más de 186 repartidos por todo el territorio español. La cadena tiene una gran proporción de establecimientos franquiciados, que gestionan el Grupo Zena y Grupo Alsea.
Actualmente el restaurante que más factura en España es el que está situado en el CC. Bonaire, en Valencia, atendiendo alrededor de 4000 comensales totales el fin de semana y 300 diarios entre semana.

## Diseño y carta
Todos los establecimientos de la marca comparten una misma estética, típicamente estadounidense, como «una actualización contemporánea de un cuadro de Norman Rockwell», ambientada en la esfera hollywoodiense y los mitos del cine. Multitud de carteles de películas cubren las paredes de unos interiores con esencia rústica y gran presencia de mobiliario de madera. Ya en la mesa, la cadena presenta una vajilla y una cristalería características, fieles al estilo estadounidense, y una muy gráfica mantelería de papel personalizada con promociones o platos de la carta.
En el menú hay comida tex-mex, costillas asadas, bistecs, sándwiches, pastas, fritos, ensaladas frescas y, como plato emblemático y por el que la cadena se ha ido constituyendo en un cierto icono cultural, hamburguesas cocinadas a la barbacoa. Recientemente la cadena ha incluido por primera vez un menú para celiacos disponible en todos los restaurantes Foster's Hollywood.
Una de las características de los Foster's Hollywood es su celebración de Halloween, fecha en la que los restaurantes se transforman por dentro y por fuera con una elaborada decoración que incluye la caracterización del propio personal.